# Selsøyvika
Selsøyvika est une localité du comté de Nordland, en Norvège.

## Géographie
Administrativement, Selsøyvika fait partie de la kommune de Rødøy.